# Општина Банд (Муреш)
Банд (рум. Band) општина је у Румунији у округу Муреш.
Oпштина се налази на надморској висини од 315 m.